# Liste des conjoints des souverains danois
Les épouses des rois de Danemark ont toutes reçu le titre de reine. Le défunt conjoint de la reine Margrethe II, Henri de Laborde de Montpezat, dans un premier temps prince de Danemark, fut le premier à porter, de 1972 à 2016, le titre officiel de prince consort (en danois  prinsgemal).

## Première reine danoise mentionnée (826)
| Portrait | Nom (dates)                   | Conjoint      | Titres                                  | Eléments biographiques             |
| -------- | ----------------------------- | ------------- | --------------------------------------- | ---------------------------------- |
|          | N.N. (reine danoise, 826-827) | - Harald Klak | - Reine de Danemark (819-823 & 826-827) | - Mère de Godfrid Haraldsson (en). |

## Maison de Jelling (900-1042)
| Portrait | Nom (dates)                     | Conjoint(s)                                                                               | Titres | Eléments biographiques |
| -------- | ------------------------------- | ----------------------------------------------------------------------------------------- | --- | --- |
|          | Thyra du Danemark               | - Gorm l'Ancien                                                                           | - Reine de Danemark (?-958)                                                                                                  | - Mère de Knud Ier de Danemark et d'Harald Ier de Danemark. |
|          | Tove des Abodrites              | - Knud Ier de Danemark (mariage en 962) - Harald Ier de Danemark (mariage en 963)         | - Reine de Danemark (962-?)                                                                                                  | - Princesse wende. Fille de Mistivoï. |
|          | Gyrid Olafsdottir (légendaire)  | - Harald Ier de Danemark                                                                  | - Reine de Danemark (?-985)                                                                                                  | - Princesse de la dynastie de Munsö. Fille d'Olof II de Suède et d'Ingeborg Thrandsdotter.                                                                                   |
|          | Świętosława (968-1014)          | - Éric VI de Suède (mariage entre 980 et 988) - Sven à la Barbe fourchue (mariage en 998) | - Reine de Suède (980/88-995) - Reine de Danemark (998-1014) - Reine de Norvège (1000-1014) - Reine d'Angleterre (1013-1014) | - Princesse de la Maison Piast. Fille de Miezko Ier de Pologne et de Dubravka. - Mère d'Olof Skötkonung, de Knut le Grand, d'Harald II de Danemark et d'Estrid Svendsdatter. |
|          | Emma de Normandie (980/90-1052) | - Æthelred le Malavisé (mariage en 1002) - Knut le Grand (mariage en 1017)                | - Reine d'Angleterre (1002-1013, 1014-1016 et 1017-1035) - Reine de Danemark (1018-1035) - Reine de Norvège (1028-1035)      | - Princesse rollonide. Fille de Richard Ier de Normandie et de Gunnor. - Mère d'Édouard le Confesseur, d'Alfred Ætheling, de Godgifu, d'Hardeknut et de Gunhild de Danemark. |

## Maison d'Estridsen (1047-1412)
| Portrait | Nom (dates)                       | Conjoint(s) | Titres | Eléments biographiques |
| -------- | --------------------------------- | --- | --- | --- |
|          | Gyda de Suède (?-1048)            | - Sven II de Danemark (mariage en 1047)                                                                                  | - Reine de Danemark (1047-1048)                                                                            | - Princesse de la dynastie de Munsö. Fille d'Anund Jacob et de Gunild. |
|          | Gunild (?-1060)                   | - Anund Jacob - Sven II de Danemark (mariage en 1050)                                                                    | - Reine de Suède (?-1050) - Reine de Danemark (1050-1052)                                                  | - Fille de Svein Håkonsson et d'Holmfrid de Suède. - Mère de Gyda de Suède et de Sven le Croisé. |
|          | Margareta Hasbjörnsdotter (?-?)   | - Harald III de Danemark                                                                                                 | - Reine de Danemark                                                                                        | - Fille d'Asbjörn Ulfsen. |
|          | Adèle de Flandre (1065-1115)      | - Knut IV de Danemark (mariage en 1080) - Roger Borsa (mariage en 1092)                                                  | - Reine de Danemark (1080-1086) - Duchesse d'Apulie (1092-1111) - Régente d'Apulie (1111-1115)             | - Princesse de la Maison de Flandre. Fille de Robert Ier de Flandre et de Gertrude de Saxe. - Mère de Charles Ier de Flandre, de Cécilia Knudsdatter et de Guillaume d'Apulie.                                      |
|          | Ingegerd de Norvège (1046-1120)   | - Oluf Ier de Danemark - Philippe de Suède                                                                               | - Reine de Danemark (?-1095) - Reine de Suède (1110-1118)                                                  | - Princesse de la dynastie Hardrada. Fille de Harald Hardrada et d'Élisabeth de Kiev. |
|          | Bodil Thrugotsdatter (?-1103)     | - Björn - Éric Ier de Danemark (mariage en 1086)                                                                         | - Duchesse de Sjælland (1086-1095) - Reine de Danemark (1095-1103)                                         | - Fille de Thrugot Ulfson et de Thorgunna Vagnsdatter. - Mère de Knud Lavard. |
|          | Margrete Fredkulla (1080-1117/30) | - Magnus III de Norvège (mariage en 1101) - Niels de Danemark (mariage en 1105)                                          | - Reine de Norvège (1101-1103) - Reine de Danemark (1105/1117/30)                                          | - Princesse de la Maison de Stenkil. Fille d'Inge Ier de Suède et d'Hélène de Suède. - Mère de Magnus Ier de Suède.                                                                                                 |
|          | Ulvhild Håkansdotter (1095-1148)  | - Inge II de Suède (mariage en 1117) - Niels de Danemark (mariage en 1130) - Sverker Ier de Suède (mariage en 1134)      | - Reine de Suède (1117-1125, 1134-1148) - Reine de Danemark (1130-1134)                                    | - Fille d'Haakon Finnsson. - Mère d'Hélène de Suède, de Johan Sverkersson l'Ancien, de Karl Sverkersson. |
|          | Malfrid de Kiev (1095/1102-1137)  | - Sigurd Ier de Norvège (mariage en 1116/20) - Éric II de Danemark (mariage en 1131)                                     | - Reine de Norvège (1116/20-1128) - Reine de Danemark (1134-1137)                                          | - Princesse riourikide. Fille de Mstislav Ier de Kiev et de Christine Ingesdotter. - Mère de Christina de Norvège.                                                                                                  |
|          | Luitgard de Stade (1110-1152)     | - Frédéric VI de Sommerschenbourg - Éric III de Danemark (mariage en 1144) - Hermann II de Winzenbourg (mariage en 1148) | - Comtesse palatine de Saxe (?-1142) - Reine de Danemark (1144-1146) - Comtesse de Winzenbourg (1148-1152) | - Fille de Rodolphe Ier de Stade et de Richardis de Sponheim-Lavanttal. |
|          | Adélaïde de Wettin (?-1181)       | - Sven III de Danemark (mariage en 1152) - Adalbert III de Ballenstedt (mariage en 1157)                                 | - Reine de Danemark (1152-1157) - Comtesse de Ballenstedt (1157-1173)                                      | - Princesse de la Maison de Wettin. Fille de Conrad Ier le Pieux et de Luitgarde de Souabe. |
|          | Hélène de Suède (1130-1157)       | - Knut V de Danemark (mariage en 1156)                                                                                   | - Reine de Danemark (1156-1157)                                                                            | - Princesse de la Maison de Sverker. Fille de Sverker Ier de Suède et d'Ulvhild Håkansdotter. |
|          | Sophie de Polock (1140-1198)      | - Valdemar Ier de Danemark (mariage en 1154) - Louis III de Thuringe (mariage en 1184)                                   | - Reine de Danemark (1154-1182) - Landgravine de Thuringe et comtesse palatine de Saxe (1184-1187)         | - Princesse riourikide. Fille de Volodar Glebovich et de Richezza de Pologne. - Mère de Knut VI de Danemark, de Valdemar II de Danemark, d'Ingeburge de Danemark, d'Hélène de Danemark et de Richardis de Danemark. |
|          | Gertrude de Bavière (1154-1197)   | - Frédéric IV de Souabe (mariage en 1166) - Knut VI de Danemark (mariage en 1177)                                        | - Duchesse de Souabe (1166-1167) - Reine de Danemark (1182-1197)                                           | - Princesse welf. Fille d'Henri XII de Bavière et de Clémence de Zähringen. |
|          | Marguerite de Bohême (1186-1212)  | - Valdemar II de Danemark (mariage en 1205)                                                                              | - Reine de Danemark et duchesse de Schleswig (1205-1212)                                                   | - Princesse přemyslide. Fille d'Ottokar Ier de Bohême et d'Adélaïde de Misnie. - Mère de Valdemar le Jeune. |
|          | Bérengère de Portugal (1194-1221) | - Valdemar II de Danemark (mariage en 1214)                                                                              | - Reine de Danemark (1214-1221) - Duchesse de Schleswig (1214-1216)                                        | - Princesse de la Maison de Bourgogne. Fille de Sanche Ier de Portugal et de Douce d'Aragon. - Mère d'Éric IV de Danemark, de Sophie de Danemark, d'Abel de Danemark et de Christophe Ier de Danemark.              |
|          | Éléonore de Portugal (1211-1231)  | - Valdemar le Jeune (mariage en 1229)                                                                                    | - Reine de Danemark (1229-1231)                                                                            | - Princesse de la Maison de Bourgogne. Fille d'Alphonse II de Portugal et d'Urraque de Castille. |
|          | Jutte de Saxe (1223-1267)         | - Éric IV de Danemark (mariage en 1239)                                                                                  | - Reine de Danemark (1239-1250)                                                                            | - Princesse de la Maison d'Ascanie. Fille d'Albert Ier de Saxe et d'Agnès de Babenberg. - Mère de Sophie de Danemark et d'Ingeborg Eriksdotter.                                                                     |
|          | Mathilde de Holstein (?-1288)     | - Abel de Danemark (mariage en 1237) - Birger Jarl (mariage en 1261)                                                     | - Duchesse de Schleswig (1237-1252) - Reine de Danemark (1250-1252)                                        | - Princesse de la Maison de Holstein. Fille d'Adolphe IV de Holstein et d'Heilwig de Lippe. - Mère de Valdemar III de Schleswig et d'Éric Ier de Schleswig.                                                         |
|          | Marguerite Sambiria (1230-1282)   | - Christophe Ier de Danemark (mariage en 1248)                                                                           | - Reine de Danemark (1252-1259) - Régente de Danemark (1259-1264)                                          | - Princesse samboride. Fille de Sambor II de Tczew et de Mathilde de Mecklembourg. - Mère d'Éric V de Danemark. |
|          | Agnès de Brandebourg (1257-1304)  | - Éric V de Danemark (mariage en 1273) - Gérard II de Holstein-Plön (mariage en 1293)                                    | - Reine de Danemark (1273-1286) - Comtesse de Holstein-Plön (1293-1304)                                    | - Princesse de la Maison d'Ascanie. Fille de Jean Ier de Brandebourg et de Jutta de Saxe. - Mère d'Éric VI de Danemark, de Christophe II de Danemark, de Marthe de Danemark et de Jean III de Holstein.             |
|          | Ingeburg de Suède (1277-1319)     | - Éric VI de Danemark (mariage en 1296)                                                                                  | - Reine de Danemark (1296-1319)                                                                            | - Princesse de la Maison de Bjälbo. Fille de Magnus III de Suède et d'Helwig de Holstein. |
|          | Euphémie de Poméranie (1285-1330) | - Christophe II de Danemark (mariage en 1300)                                                                            | - Reine de Danemark (1320-1330)                                                                            | - Princesse de la Maison de Poméranie. Fille de Bogusław IV de Poméranie et de Marguerite de Rügen. - Mère de Valdemar IV de Danemark.                                                                              |
|          | Hedwige de Schleswig (1320-1374)  | - Valdemar IV de Danemark (mariage en 1340)                                                                              | - Reine de Danemark (1320-1374)                                                                            | - Princesse de la Maison d'Estridsen. Fille d'Éric II de Schleswig et d'Adélaïde de Holstein-Rendsbourg. - Mère de Christophe de Danemark et de Marguerite Ire de Danemark.                                         |

## Maison de Poméranie (1396-1439)
| Portrait | Nom (dates)                       | Conjoint                              | Titres                                                  | Eléments biographiques                                                                     | Armoiries |
| -------- | --------------------------------- | ------------------------------------- | ------------------------------------------------------- | ------------------------------------------------------------------------------------------ | --------- |
|          | Philippa d'Angleterre (1394-1430) | - Éric de Poméranie (mariage en 1406) | - Reine de Danemark, de Norvège et de Suède (1406-1430) | - Princesse de la Maison de Lancastre. Fille d'Henri IV d'Angleterre et de Marie de Bohun. |           |

## Maison de Wittelsbach (1440-1448)
| Portrait | Nom (dates)                                  | Conjoints                                                                               | Titres | Eléments biographiques | Armoiries |
| -------- | -------------------------------------------- | --------------------------------------------------------------------------------------- | --- | --- | --------- |
|          | Dorothée de Brandebourg-Kulmbach (1430-1495) | - Christophe de Bavière (mariage en 1445) - Christian Ier de Danemark (mariage en 1449) | - Reine de Danemark (1445-1448, 1449-1481) - Reine de Norvège (1445-1448, 1450-1481) - Reine de Suède (1445-1448, 1457-1464) - Duchesse de Schleswig (1460-1481) - Comtesse (1460-1474) puis duchesse (1474-1481) d'Holstein | - Princesse de la Maison de Hohenzollern. Fille de Jean IV de Brandebourg-Külmbach et de Barbara de Saxe. - Mère de Jean de Danemark, de Marguerite de Danemark et de Frédéric Ier de Danemark. |           |

## Maison d'Oldenbourg (1448-1863)
| Portrait | Nom (dates)                                                                 | Conjoint(s)                                                                             | Titres | Eléments biographiques | Armoiries |
| -------- | --------------------------------------------------------------------------- | --------------------------------------------------------------------------------------- | --- | --- | --------- |
|          | Dorothée de Brandebourg-Kulmbach (1430-1495)                                | - Christophe de Bavière (mariage en 1445) - Christian Ier de Danemark (mariage en 1449) | - Reine de Danemark (1445-1448, 1449-1481) - Reine de Norvège (1445-1448, 1450-1481) - Reine de Suède (1445-1448, 1457-1464) - Duchesse de Schleswig (1460-1481) - Comtesse (1460-1474) puis duchesse (1474-1481) d'Holstein                                                                 | - Princesse de la Maison de Hohenzollern. Fille de Jean IV de Brandebourg-Külmbach et de Barbara de Saxe. - Mère de Jean de Danemark, de Marguerite de Danemark et de Frédéric Ier de Danemark. |           |
|          | Christine de Saxe (1461-1521)                                               | - Jean de Danemark (mariage en 1478)                                                    | - Princesse héritière de Danemark (1478-1481) - Princesse héritière de Norvège (1478-1483) - Reine de Danemark (1481-1513) - Duchesse de Schleswig-Holstein (1482-1513) - Reine de Norvège (1483-1513) - Reine de Suède (1497-1501) - Reine douairière de Danemark et de Norvège (1513-1521) | - Princesse de la Maison de Wettin. Fille d'Ernest de Saxe et d'Élisabeth de Bavière. - Mère de Christian II de Danemark, d'Élisabeth de Danemark et de François de Danemark. |           |
|          | Isabelle d'Autriche (1501-1526)                                             | - Christian II de Danemark (mariage en 1515)                                            | - Reine de Danemark et de Norvège (1515-1523) - Reine de Suède (1520-1521) | - Princesse de la Maison de Habsbourg. Fille de Philippe de Habsbourg et de Jeanne de Castille. - Mère de Jean de Danemark, de Dorothée de Danemark et de Christine de Danemark. |           |
|          | Sophie de Poméranie (1498-1568)                                             | - Frédéric Ier de Danemark (mariage en 1518)                                            | - Duchesse de Schleswig-Holstein (1518-1533) - Reine de Danemark et de Norvège (1523-1533) | - Princesse de la Maison de Poméranie. Fille de Bogusław X de Poméranie et d'Anne Jagellon. - Mère d'Élisabeth de Danemark, d'Adolphe de Holstein-Gottorp, de Dorothée de Danemark et de Frédéric de Danemark. |           |
|          | Dorothée de Saxe-Lauenbourg (1511-1571)                                     | - Christian III de Danemark (mariage en 1525)                                           | - Princesse héritière de Danemark et de Norvège (1525-1533) - Duchesse de Schleswig-Holstein (1533-1544) - Reine de Danemark et de Norvège (1533-1559) - Reine douairière de Danemark et de Norvège (1559-1571)                                                                              | - Princesse de la Maison d'Ascanie. Fille de Magnus Ier de Saxe-Lauenbourg et de Catherine de Brunswick-Wolfenbüttel. - Mère d'Anne de Danemark, de Frédéric II de Danemark, de Magnus de Holstein, de Jean de Schleswig-Holstein-Sonderbourg et de Dorothée de Danemark.                                            |           |
|          | Sophie de Mecklembourg-Güstrow (1557-1631)                                  | - Frédéric II de Danemark (mariage en 1572)                                             | - Reine de Danemark et de Norvège (1572-1588) - Duchesse de Schleswig-Holstein-Gottorp (1586-1588) - Reine douairière de Danemark et de Norvège (1588-1631) | - Princesse de la Maison de Mecklembourg. Fille d'Ulrich de Mecklembourg-Güstrow et d'Élisabeth de Danemark. - Mère d'Élisabeth de Danemark, d'Anne de Danemark, de Christian IV de Danemark, d'Ulrich de Danemark, d'Augusta de Danemark et d'Hedwige de Danemark.                                                  |           |
|          | Anne-Catherine de Brandebourg (1557-1612)                                   | - Christian IV de Danemark (mariage en 1597)                                            | - Reine de Danemark et de Norvège (1597-1612) | - Princesse de la Maison de Hohenzollern. Fille de Joachim III Frédéric de Brandebourg et de Catherine de Brandebourg-Küstrin. - Mère de Christian de Danemark et de Frédéric III de Danemark. |           |
|          | Sophie-Amélie de Brunswick-Calenberg (1628-1685)                            | - Frédéric III de Danemark (mariage en 1643)                                            | - Princesse de Danemark et de Norvège (1643-1647) - Princesse héritière de Danemark et de Norvège (1647-1648) - Reine de Danemark et de Norvège (1648-1670) - Reine douairière de Danemark et de Norvège (1670-1685)                                                                         | - Princesse de la Maison de Brunswick. Fille de Georges de Brunswick-Calenberg et d'Anne-Éléonore de Hesse-Darmstadt. - Mère de Christian V de Danemark, d'Anne-Sophie de Danemark, de Frédérique-Amélie de Danemark, de Wilhelmine-Ernestine de Danemark, de Georges de Danemark et d'Ulrique-Éléonore de Danemark. |           |
|          | Charlotte-Amélie de Hesse-Cassel (1650-1714)                                | - Christian V de Danemark (mariage en 1667)                                             | - Princesse héritière de Danemark et de Norvège (1667-1670) - Reine de Danemark et de Norvège (1670-1699) - Reine douairière de Danemark et de Norvège (1699-1714) | - Princesse de la Maison de Hesse. Fille de Guillaume VI de Hesse-Cassel et d'Edwige-Sophie de Brandebourg. - Mère de Frédéric IV de Danemark, de Sophie-Hedwige de Danemark et de Guillaume de Danemark. |           |
|          | Louise de Mecklembourg-Gustrow (1667-1721)                                  | - Frédéric IV de Danemark (mariage en 1695)                                             | - Princesse héritière de Danemark et de Norvège (1695-1699) - Reine de Danemark et de Norvège (1699-1721) | - Princesse de la Maison de Mecklembourg. Fille de Gustave-Adolphe de Mecklembourg-Güstrow et de Madeleine-Sibylle de Holstein-Gottorp. - Mère de Christian VI de Danemark et de Charlotte-Amélie de Danemark. |           |
|          | Anne-Sophie de Reventlow (1693-1743)                                        | - Frédéric IV de Danemark (mariage en 1721)                                             | - Reine de Danemark et de Norvège (1721-1730) | - Princesse de la Maison de Reventlow. Fille de Conrad de Reventlow et de Sophie Amalie von Hahn. |           |
|          | Sophie-Madeleine de Brandebourg-Culmbach (1700-1770)                        | - Christian VI de Danemark (mariage en 1721)                                            | - Princesse héritière de Danemark et de Norvège (1721-1730) - Reine de Danemark et de Norvège (1730-1746) - Reine douairière de Danemark et de Norvège (1746-1770) | - Princesse de la Maison de Hohenzollern. Fille de Christian-Henri de Brandebourg-Culmbach et de Sophie-Christiane de Wolfstein. - Mère de Frédéric V de Danemark et de Louise de Danemark. |           |
|          | Louise de Grande-Bretagne (1724-1751)                                       | - Frédéric V de Danemark (mariage en 1743)                                              | - Princesse héritière de Danemark et de Norvège (1743-1746) - Reine de Danemark et de Norvège (1746-1751) | - Princesse de la Maison de Hanovre. Fille de George II de Grande-Bretagne et de Caroline d'Ansbach. - Mère de Sophie-Madeleine de Danemark, de Wilhelmine-Caroline de Danemark, de Christian VII de Danemark et de Louise de Danemark.                                                                              |           |
|          | Juliane-Marie de Brunswick (1729-1796)                                      | - Frédéric V de Danemark (mariage en 1752)                                              | - Reine de Danemark et de Norvège (1752-1766) - Reine douairière de Danemark et de Norvège (1766-1796) | - Princesse de la Maison de Brunswick. Fille de Ferdinand-Albert II de Brunswick-Wolfenbüttel et d'Antoinette de Brunswick-Wolfenbüttel. - Mère de Frédéric de Danemark. |           |
|          | Caroline-Mathilde de Grande-Bretagne (1751-1775)                            | - Christian VII de Danemark (mariage en 1766)                                           | - Reine de Danemark et de Norvège (1766-1772) | - Princesse de la Maison de Hanovre. Fille de Frédéric de Galles et d'Augusta de Saxe-Gotha-Altenbourg. - Mère de Frédéric VI de Danemark et de Louise-Augusta de Danemark. |           |
|          | Marie-Sophie de Hesse-Cassel (1767-1852)                                    | - Frédéric VI de Danemark (mariage en 1790)                                             | - Princesse héritière de Danemark et de Norvège (1790-1808) - Reine de Danemark (1808-1839) - Reine de Norvège (1808-1814) - Reine douairière de Danemark (1839-1852) | - Princesse de la Maison de Hesse. Fille de Charles de Hesse-Cassel et de Louise de Danemark. - Mère de Caroline de Danemark et de Wilhelmine-Marie de Danemark. |           |
|          | Caroline-Amélie de Schleswig-Holstein-Sonderbourg-Augustenbourg (1796-1881) | - Christian VIII de Danemark (mariage en 1815)                                          | - Princesse de Danemark (1815-1839) - Reine de Danemark (1839-1848) - Reine douairière de Danemark (1848-1881) | - Princesse de la Maison de Schleswig-Holstein-Sonderbourg. Fille de Frédéric-Christian II de Schleswig-Holstein-Sonderbourg-Augustenbourg et de Louise- Augusta de Danemark. |           |

## Maison de Schleswig-Holstein-Sonderbourg-Glücksbourg (1863-)
| Portrait | Nom (dates)                                      | Conjoint                                      | Titres | Eléments biographiques | Armoiries |
| -------- | ------------------------------------------------ | --------------------------------------------- | --- | --- | --------- |
|          | Louise de Hesse-Cassel (1817-1898)               | - Christian IX de Danemark (mariage en 1842)  | - Princesse de Schleswig-Holstein-Sonderbourg-Glücksbourg (1842-1853) - Princesse de Danemark (1853-1863) - Reine de Danemark (1863-1898)                                                  | - Princesse de la Maison de Hesse. Fille de Guillaume de Hesse-Cassel-Rumpenheim et de Louise-Charlotte de Danemark. - Mère de Frédéric VIII de Danemark, d'Alexandra de Danemark, de Georges Ier de Grèce, de Dagmar de Danemark, de Thyra de Danemark et de Valdemar de Danemark. |           |
|          | Louise de Suède (1851-1926)                      | - Frédéric VIII de Danemark (mariage en 1869) | - Princesse héritière de Danemark (1869-1906) - Reine de Danemark (1906-1912) - Reine douairière de Danemark (1912-1926)                                                                   | - Princesse de la Maison Bernadotte. Fille de Charles XV de Suède et de Louise des Pays-Bas. - Mère de Christian X de Danemark, d'Haakon VII de Norvège, de Louise de Danemark, d'Harald de Danemark, d'Ingeborg de Danemark, de Thyra de Danemark et de Dagmar de Danemark.        |           |
|          | Alexandrine de Mecklembourg-Schwerin (1879-1952) | - Christian X de Danemark (mariage en 1898)   | - Princesse de Danemark (1898-1906) - Princesse héritière de Danemark (1906-1912) - Reine de Danemark (1912-1947) - Reine d'Islande (1918-1944) - Reine douairière de Danemark (1947-1952) | - Princesse de la Maison de Mecklembourg. Fille de Frédéric-François III de Mecklembourg-Schwerin et d'Anastasia Mikhaïlovna de Russie. - Mère de Frédéric IX de Danemark et de Knud de Danemark.                                                                                   |           |
|          | Ingrid de Suède (1910-2000)                      | - Frédéric IX de Danemark (mariage en 1935)   | - Princesse héritière de Danemark (1935-1947) - Reine de Danemark (1947-1972) | - Princesse de la Maison Bernadotte. Fille de Gustave VI Adolphe de Suède et de Margaret de Connaught. - Mère de Margrethe II de Danemark, de Benedikte de Danemark et d'Anne-Marie de Danemark.                                                                                    |           |
|          | Henri de Laborde de Monpezat (1934-2018)         | - Margrethe II de Danemark (mariage en 1967)  | - Prince de Danemark (1967-1972) - Prince consort de Danemark (1972-2018) | - Prince de la Famille de Laborde de Monpezat. Fils d'André de Laborde de Monpezat et de Renée Doursenot. - Père de Frederik X de Danemark et de Joachim de Danemark. |           |
|          | Mary Donaldson (1972)                            | - Frederik X de Danemark                      | - Princesse héritière de Danemark (2004-2024) - Reine de Danemark (2024) | - Fille de John Dalgleish Donaldson et d'Henrietta Clark Horne. - Mère de Christian de Danemark, d'Isabella de Danemark, de Vincent de Danemark et de Josephine de Danemark. |           |